# 燒痕世代
燒痕世代是指在第二次世界大战中度過幼年時期和少年時期的世代。是昭和一位數世代的後代，是從昭和10年（1935年）4月2日到昭和22年（1947年）4月1日出生的。而且還是大日本帝國時代出生的最後世代。

## 概述
語源可能为反戰作家野坂昭如使用的「燒痕黑市派」（野阪燒跡派不是戰前派、戰中派，也不是戰後派）。雖然沒有明確的文獻記載「被火燒燬的世代」的名稱，指的是哪世代，但本項爲了方便起見，記載了日本從參加第二次世界大戰後進入小學（當時是國民學校）的世代到终战诏书播出爲止出生的世代的1935年4月2日~1945年8月15日出生的世代。

## 成长的过程
城市被燒燬的世代人在第二次世界大戰期間，在防空洞和燒燬的廢墟中度過了幼年時期和少年時期，並飽受饥饿、經濟困難、放射性物質損失等戰爭帶來的損失慘重。也有經歷過藍天教室和黑市的人。也有不少人因爲戰死或戰禍失去了父親，被迫過着母子家庭的生活。戰爭期間，被疏開到農村的學生因空襲失去家園或大城市日益嚴重的糧食困難，很多人在戰後也暫時住在農村。他們與戰中派一起經歷了廢除大日本帝國憲法、實行日本憲法的一大模式轉變。
1935年（昭和10年）4月2日～1939年（昭和14年）4月1日出生的人們，在太平洋戰爭中進入小學，小學時期經歷了國民學校的军国主义教育和戰敗後的塗墨教科書、民主主義教育（6·3制等），因此是具有第二次世界大戰記憶的最後世代。他們是在第二次世界大戰結束和美蘇冷戰爆發的廢墟中度過小學時代的世代，在舊金山和約簽訂時期（1951年（昭和26年）是中學生。另一方面，1939年（昭和14年）4月~1945年（昭和20年）出生的人們在幼年時期受到空襲的威脅，在第二次世界大戰結束後進入了小學。這世代在遠東國際軍事審判和朝鲜战争等戰後混亂時期度過了小學時代。
這世代人中有很多初中畢業、高中畢業、進入社會的人,上大學的人還很少，但戰後新制大學誕生後,大學升學率逐漸上升，介於大學畢業生被視爲精英的世代和大學教育大衆化的世代之間。這世代在學生運動熱火朝天的時期成爲大學生，1941年（昭和16年）珍珠港攻擊前出生的人負責1960年（昭和35年）的安保斗争，珍珠港攻擊後出生的人和團塊世代一樣負責全学共斗会议。
這世代的孩子大多是昭和40年代（1965年~1974年）出生的X世代，孫子多是1995年（平成7年）~2009年（平成21年）出生的Z世代。

## 相关项目
- 萤火虫之墓
- 少國民
- 盟军占领下的日本
- 戰後混亂期
- 安保斗争

## 脚注
1. ↑  【社会人の教科書】全20種類！○○世代一覧 （页面存档备份，存于）2020年2月29日閲覧
2. ↑  . www.sponichi.co.jp.   [2019-10-20]. （原始内容存档于2022-12-13）.
3. ↑  国民学校が「小学校」の名称に復った年は1947年（昭和22年）4月以後である。